# Eucyclops serrulatus
Eucyclops serrulatus – gatunek widłonoga z rodziny Cyclopidae. Jako pierwszy opisał go w 1851 roku niemiecki lekarz i zoolog Sebastian Fischer, nadając mu nazwę Cyclops serrulatus.